# Хесус Родрігес (футболіст, 2005)
Хесу́с Родрі́гес Караба́льйо (ісп. Jesús Rodriguez Caraballo; нар. 21 листопада 2005, Севілья) — іспанський футболіст, вінгер італійського клубу «Комо».

## Клубна кар'єра

### «Реал Бетіс»
Виступав за юнацькі команди клубів «Нервіон», «Калавера» і «Реал Бетіс». 1 жовтня 2023 року дебютував за дублюючий склад «Бетіса» в матчі Сегунди Федерасьйон проти дублерів «Севільї». 17 березня 2024 року в поєдинку проти «Картахени Б» забив свій перший гол у кар'єрі.
12 вересня 2024 року продовжив контракт з клубом до літа 2029 року. 31 жовтня 2024 року дебютував в основному складі «Бетіса» в матчі Кубка Іспанії проти «Хевори», вийшовши на заміну Ассану Діао. 28 листопада в поєдинку Ліги конференцій УЄФА проти чеського клубу «Млади Болеслав» дебютував у єврокубках. 1 грудня 2024 року в матчі проти «Реал Сосьєдада» дебютував в Ла-Лізі. 18 січня 2025 року в поєдинку Ла-Ліги проти «Алавеса» забив свій перший гол за «Бетіс». 10 квітня в поєдинку Ліги конференцій проти польської «Ягеллонії» вперше відзначився м'ячем у єврокубках. В своєму дебютному сезоні дійшов з «Бетісом» до фіналу Ліги конференцій, де в підсумку його команда поступилась англійському «Челсі».

### «Комо»
2 липня 2025 року перейшов в італійський «Комо», підписавши п'ятирічний контракт. Сума трансферу становила 22,5 млн євро, а з урахуванням бонусів може зрости до 28,5 млн.

## Кар'єра в збірній
Виступав за збірну Іспанії до 19 років. В липні 2024 року потрапив в заявку збірної на юнацький чемпіонат Європи в Північній Ірландії. На турнірі провів 4 матчі, допомігши своїй команді здобути золоті нагороди.
В березні 2025 року вперше викликаний в збірну Іспанії до 21 року для участі в товариських матчах проти збірних Чехії та Німеччини. 21 березня 2025 року в поєдинку з Чехією дебютував за молодіжну збірну Іспанії.
В червні 2025 року потрапив в заявку збірної до 21 року на молодіжний чемпіонат Європи в Словаччині. На турнірі провів три матчі, відзначившись м'ячем проти збірної Італії, а його команда дійшла до чвертьфіналу, де поступилась англійцям.

## Статистика виступів
Станом на 23 травня 2025 
| Клуб              | Сезон             | Чемпіонат           | Чемпіонат | Чемпіонат | Кубок | Кубок | Єврокубки | Єврокубки | Інші  | Інші | Всього | Всього |
| Клуб              | Сезон             | Дивізіон            | Матчі     | Голи      | Матчі | Голи  | Матчі     | Голи      | Матчі | Голи | Матчі  | Голи   |
| ----------------- | ----------------- | ------------------- | --------- | --------- | ----- | ----- | --------- | --------- | ----- | ---- | ------ | ------ |
| Реал Бетіс Б      | 2023–24           | Сегунда Федерасьйон | 24        | 7         | —     | —     | —         | —         | —     | —    | 24     | 7      |
| Реал Бетіс Б      | 2024–25           | Прімера Федерасьйон | 12        | 2         | —     | —     | —         | —         | —     | —    | 12     | 2      |
| Реал Бетіс Б      | Всього            | Всього              | 36        | 9         | —     | —     | —         | —         | —     | —    | 36     | 9      |
| Реал Бетіс        | 2024–25           | Ла-Ліга             | 21        | 2         | 3     | 0     | 8         | 1         | —     | —    | 32     | 3      |
| Комо              | 2025–26           | Серія A             | 0         | 0         | 0     | 0     | —         | —         | —     | —    | 0      | 0      |
| Всього за кар'єру | Всього за кар'єру | Всього за кар'єру   | 57        | 11        | 3     | 0     | 8         | 1         | 0     | 0    | 68     | 12     |

1. ↑  Матчі в Лізі конференцій УЄФА

## Досягнення
Збірна Іспанії (до 19)
- Переможець юнацького чемпіонату Європи (до 19 років): 2024[29]